# گوله (شهر)
گوله (به ترکی استانبولی: Göle) شهری است در کشور ترکیه که در استان اردهان واقع شده‌است. جمعیت این شهر بر اساس سرشماری سال ۲۰۰۸ میلادی ۷٬۵۸۸ نفر و بر اساس برآوردهای سال ۲۰۰۹ میلادی ۷٬۷۳۸ نفر می‌باشد.